# Фадль аш-Шаїра
Фадль аль-Кайсі або Фадль аш-Шаїра (араб. فضل الشاعرة; «Фадль-поетеса»; d. 871) — одна з «трьох ранніх аббасидських співачок, особливо відомих своєю поезією» і однією з видатних середньовічних арабських поетес, чиї твори збереглися. Вона була наложницею халіфа Аль-Мутаваккіля.

## Життєпис
Фадль народилася в Аль-Ямама (нині в Саудівській Аравії) в племені Абд аль-Кайс. Її мати була наложницею з муваладів. Вона виховувалася в Аббасидській Басрі (тепер в Іраку). Її зведені брати (від законної дружини батька) продали сестру Мухаммаду ібн аль-Фараджу аль-Руххаджі, провідному офіцеру халіфату, і він віддав її халіфу аль-Мутаваккілю (правління 847—861).

Фадль стала однією з найвпливовіших постатей при дворі. За Ібн Аннадімом, бібліографом (помер у 1047 р.), диван Фадль займав двадцять сторінок. Серед її учениць була співачка Фаріда. Коли Фадль привели до аль-Мутаваккіля в той самий день, коли її віддали йому, аль-Мутаваккіль запитав її: «Ти справді поетеса?». Вона відповіла: Так кажуть усі, хто купує і продає мене. Він розсміявся і сказав: «Розкажи нам щось зі своїх віршів», і вона прочитала такі вірші:
Праведний Правитель зійшов на трон у тридцять третьому році.

Халіфат, довірений аль-Мутаваккілю, коли йому було двадцять сім.

Сподіваємося, праведний правителю, що твоє правління триватиме вісімдесят.

Хай Бог благословить тебе! І всіх, хто не скаже "Амінь" — Прокляття Всевишнього.
Абу аль-Айна зазначав, що цей вірш припав халіфу до душі, і він дав їй п'ятдесят тисяч дирхамів.
Спочатку сповідувала шиїзм, але під впливом тогочасновідомого багдадського поета Саїда ібн Гаміда аль-Катіба навернулася до сунізму. Фадль померла у 870 або 871 році.

## Поезія
Прикладом роботи Фадль в перекладі Абдулли аль-Удхарі є:
«Цей вірш було написано у відповідь поетові Абу Дулафу (пом. 840 р.), який натякнув у вірші, що вона не була незайманою, а він віддавав перевагу незайманим, яких порівнював з непроколотими перлами».
Верхові тварини не приносять радості від їзди, доки не осідлані й не загнуздані.

Так і перлини марні, якщо не проколоті й не нанизані.